# Zinaida Kobzeva
Zinaida Fedorovna Kobzeva (nacida el 2 de agosto de 1946 en Kuzneck, Unión Soviética) es una exjugadora de baloncesto rusa. Consiguió 3 medallas en competiciones oficiales con la URSS.